# 122. peruť RAF
122. peruť (anglicky No. 122 Squadron) byla peruť Royal Air Force existující za první a  druhé světové války.

## Historie

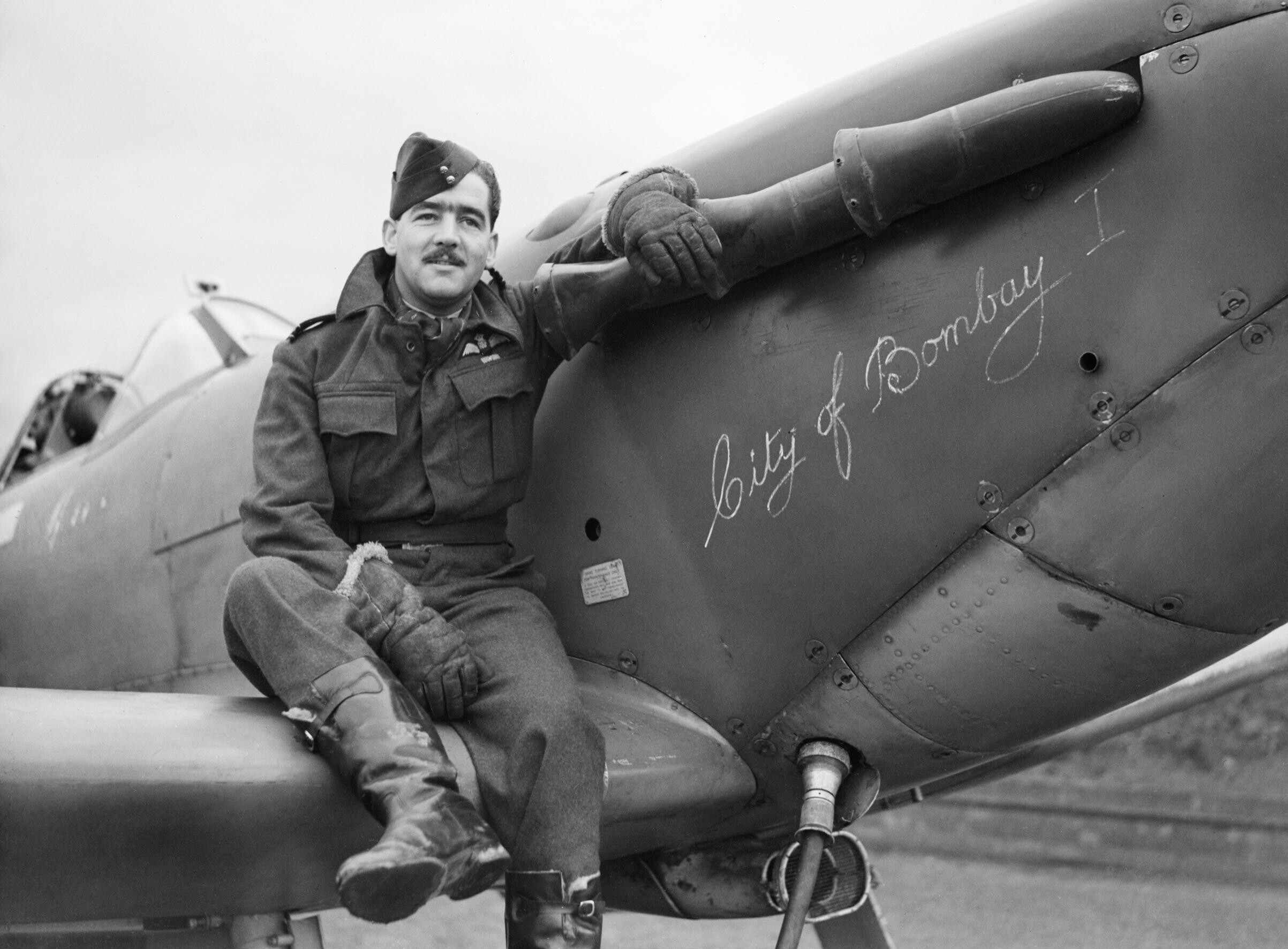
Squadron Leader H. J. L. Hallowes, velitel 122. peruti se svým Spitfirem Mk. V na základně RAF Scorton v Yorkshiru, prosinec 1941.

Peruť byla zformována 1. ledna 1918 v Sedgefordu jako denní bombardovací útvar vybavený letouny Airco DH.4 s nimiž měla podstoupit výcvik k operacím na typu de Havilland D.H.9, ale peruť byla rozpuštěna 17. srpna 1918 aniž byla nasazena do bojů. V říjnu 1918 byla jednotka obnovena na základně RAF Heyford s plánem výcviku na strojích de Havilland D.H.10, ale dříve než jí byly letouny dodány došlo k uzavření příměří, a peruť byla rozpuštěna 20. listopadu 1918, aniž by předtím nabyla operační způsobilosti.
V roce 1941 byla 122. peruť reaktivována na základně RAF Turnhouse ve Skotsku vybavená Spitfiry Mk. I aby hlídkovala nad konvoji ve Firth of Forth. Brzy se přesunula na jih do Anglie a zde se, vybavena Spitfiry s kanónovou výzbroji, stala součástí Hornchurchského křídla, s nímž prováděla ofenzívní stíhací operace nad severní Francií a podílela se i na dieppské operaci. V dubnu 1942 se jejím velitelem stal S/Ldr František Fajtl, jako první Čechoslovák který dosáhl postavení velícího důstojníka jiné než československé perutě RAF. V říjnu 1942 byla peruť přezbrojena na Spitfiry Mk. IX, s nimiž pokračovala v operacích nad Francií.
V lednu 1944 byla jednotka přezbrojena na letouny North American Mustang s nimiž začala působit v roli dálkových doprovodných stíhačů a současně pokračovala v útocích na cíle ve Francii a Nizozemí. Po několika měsících se těžiště jejích operací začalo přesouvat ke stíhacím-bombardovacím akcím, a peruť zahájila dálkové nálety proti pozemním cílům na evropském kontinentu. Byla výrazně zapojena do podpory vylodění v Normandii a během několika týdnů po něm byla přesunuta do Francie, aby se zapojila do bitvy o Normandii. Po třech měsících intenzivních operací byla peruť stažena zpět do Anglie a až do konce války opět působila jako dálkový stíhací doprovod bombardérů Bomber Command i 8. armády USAAF.
Po skončení války byla peruť přezbrojena na Spitfiry F.21, ale již 1. dubna 1946 byla na základně RAF Dalcross deaktivována a přeznačena na 41. peruť RAF.

## Užívaná letadla
| Data      | Letoun                 | Varianta  | Poznámka |
| --------- | ---------------------- | --------- | -------- |
| 1918      | Airco D.H.4            |           |          |
| 1941      | Supermarine Spitfire   | I         |          |
| 1941-1942 | Supermarine Spitfire   | IIA a IIB |          |
| 1941-1943 | Supermarine Spitfire   | VB        |          |
| 1942-1944 | Supermarine Spitfire   | IX        |          |
| 1944-1945 | North American Mustang | III       |          |
| 1945      | North American Mustang | IV        |          |
| 1945-1946 | Supermarine Spitfire   | IX        |          |
| 1946      | Supermarine Spitfire   | F.21      |          |